# Corydiidae
Corydiidae, trước đây là Polyphagidae, là một họ gián trong bộ Blattodea. Nhiều loài được gọi bằng tên sand cockroach (gián cát). Họ này được chia làm năm phân họ, tổng cộng khoảng 40 chi. Một loài đáng chú ý là Arenivaga investigata.